# Джессі Джейн
Дже́ссі Джейн (англ. Jesse Jane; при народженні Сі́нді Те́йлор англ. Cindy Taylor; 16 липня 1980, Форт-Верт, Техас, США — 24 січня 2024) — американська порноакторка та модель.

## Життєпис
Народившись у сім'ї військових, Сінді виростала на військових базах Середнього Заходу США. Закінчила середню школу в м. Мур, штат Оклахома; навчалася танцям і зараховувалася до основних чірлідерок середньої школи Роуз-Хілл, штат Канзас.
2000 року народила сина. 2004 року поділилася на шоу Говарда Стерна, що перенесла гістеректомію через тепер вилікуваний рак шийки матки. Була бісексуалкою.
У січні 2007 року в статті The New York Times було опубліковано, що Джессі Джейн мала намір зробити операцію зі збільшення грудей для фільмів високої якості. Вона написала на своєму сайті, що 12 лютого перенесла операцію. 2007 року також розповіла, що одружена з порнозіркою Ріком Патріком.
1 березня 2012 у своєму Twitter повідомила, що пара розійшлась. 15 жовтня 2012 у Twitter оголосила про заручини зі своїм особистим тренером Майклом Джованні.
24 січня 2024 року Джессі Джейн та її бойфренд Бретт Газенмюллер були знайдені мертвими від явного передозування наркотиками в їхньому будинку в Мурі, штат Оклахома.

## Порноіндустрія
Прочитавши статтю про Теру Патрік, в якій розповідалося, що та працює в компанії «Digital Playground» та знімає порнрфільми, Тейлор зв'язалася з нею — і незабаром підписала контракт. Її першою роллю була сцена з Девон у фільмі No Limits. Протягом кількох місяців після підписання контракту вона з'явилася в серіалі Family Business від Showtime Network, де знялася для Adult Video News шоу нагородження.
Джессі Джейн з'явилася на обкладинці другого альбому техаського метал гурту Drowning Pool's Desensitized і знялася в музичному відео на перший сингл альбому хіт «Step Up».
Фільми Digital Playground, зняті за участі Джессі Джейн, такі як No Limits, Beat the Devil, і Loaded, виявилися досить популярними, щоб випускати її власну лінію сексуальних іграшок. Крім того, вони принесли їй номінації на кілька нагород. Вона знялася в головній ролі в серії порнофільмів «Pirates».
Вела спільно з колегами по Digital Playground, Devon і Teagan Presley інтернет ток-шоу в прямому ефірі для дорослих Tonight DP. Там було обговорення пліток, запрошених зірок з фільмів для дорослих та інтерактивної аудиторії.
Джессі Джейн була запрошеною зіркою в серіалі Entourage каналу HBO, в дев'ятому епізоді другого сезону. Епізод називається «I Love You Too», де компанія з чотирьох чоловік здійснює поїздку в Comicon, де вони отримують певну допомогу від «Pussy Patrol», в якій Джейн є лідеркою.
2007 року Джессі Джейн стала секс-оглядачкою в австралійському чоловічому журналі Ralph, відповідаючи на листи аудиторії про секс і знайомства.
2009 року Джейн з'явилася в реаліті-шоу Club Bad Girls. 2009 року в документальному фільмі CNBC під назвою «Порнографія: Бізнес задоволення», Джейн була в центрі уваги останні 10 хвилин фільму, докладним чином розповівши про свою діяльність і життя поза порноіндустрією.
У січні 2011 року CNBC назвав Джессі Джейн однією з 12 найпопулярніших зірок у порно.
2013 року Джессі Джейн стала однією з 16 акторок документального фільму Дебори Андерсон «Збуджена» (англ. «Aroused»).

## Цитати
- «Я уникаю анального сексу. Мені дійсно не подобається анальний секс. Впевнена, що я буду робити це в якийсь момент у моїй кар'єрі, але не прямо зараз.»
- «Ключем до доведення жінки до оргазму є техніка і час.»

## Нагороди

### AVN Awards
| Рік  | Результат | Нагорода                                     | Робота                      | Номінація/перемога разом з                                                                       |
| ---- | --------- | -------------------------------------------- | --------------------------- | ------------------------------------------------------------------------------------------------ |
| 2004 | Номінація | Best New Starlet                             | Н/Д                         | Н/Д                                                                                              |
| 2004 | Номінація | Best Tease Performance                       | Erotique                    | Н/Д                                                                                              |
| 2005 | Номінація | Best Actress — Video                         | Loaded                      | Н/Д                                                                                              |
| 2006 | Номінація | Crossover Star of the Year                   | Н/Д                         | Н/Д                                                                                              |
| 2006 | Номінація | Best Actress — Video                         | Пірати                      | Н/Д                                                                                              |
| 2006 | Перемога  | Best All-Girl Sex Scene — Video              | Пірати                      | Джанін                                                                                           |
| 2006 | Номінація | Best All-Girl Sex Scene — Video              | Пірати                      | Кармен Лувана                                                                                    |
| 2006 | Номінація | Best Oral Sex Scene — Video                  | Пірати                      | Скотт Нейлз                                                                                      |
| 2007 | Номінація | Contract Star of the Year                    | Digital Playground          | Н/Д                                                                                              |
| 2007 | Номінація | Crossover Star of the Year                   | Н/Д                         | Н/Д                                                                                              |
| 2007 | Перемога  | Best All-Girl Sex Scene — Video              | Island Fever 4              | Тіган Преслі, Яна Кова, Софія Санті                                                              |
| 2008 | Номінація | Best Group Sex Scene, Video                  | Naked Aces 2                | Ребека Лінарес, Бріанна Лав, Марко Бандерас                                                      |
| 2008 | Номінація | The Jenna Jameson Crossover Star of the Year | Н/Д                         | Н/Д                                                                                              |
| 2008 | Номінація | Female Performer of the Year                 | Н/Д                         | Н/Д                                                                                              |
| 2009 | Номінація | Best Actress                                 | Пірати II: Помста Стагнетті | Н/Д                                                                                              |
| 2009 | Перемога  | Best All-Girl Couples Sex Scene              | Пірати II: Помста Стагнетті | Белладонна                                                                                       |
| 2009 | Перемога  | Best All-Girl Group Sex Scene                | Чірлідери                   | Шей Джордан, Стоя, Адріанна Лінн, Бріанна Лав, Лексі Тайлер, Мемфіс Монро, Софія Санті, Прія Рай |
| 2009 | Номінація | Best Couples Sex Scene                       | Чірлідери                   | Мануель Феррара                                                                                  |
| 2009 | Номінація | Best Tease Performance                       | Чірлідери                   | Н/Д                                                                                              |
| 2009 | Номінація | Best Threeway Sex Scene                      | Jesse Jane: Kiss Kiss       | Дженна Гейз, Чарльз Дера                                                                         |
| 2009 | Номінація | Female Performer of the Year                 | Н/Д                         | Н/Д                                                                                              |
| 2009 | Номінація | The Jenna Jameson Crossover Star Of The Year | Н/Д                         | Н/Д                                                                                              |
| 2010 | Номінація | Best Couples Sex Scene                       | Jesse Jane: Atomic Tease    | Scott Nails                                                                                      |
| 2010 | Номінація | Best Group Sex Scene                         | Nurses                      | Кацуні, Шей Джордан, Стоя, Райлі Стіл, Ерік Евергард                                             |
| 2010 | Номінація | Best Threeway Sex Scene                      | Nurses                      | Райлі Стіл, Мануель Феррара                                                                      |
| 2010 | Номінація | Female Performer of the Year                 | Н/Д                         | Н/Д                                                                                              |
| 2011 | Перемога  | Best All-Girl Group Sex Scene                | Body Heat                   | Кейден Кросс, Райлі Стіл, Кацуні, Рейвен Алексіс                                                 |
| 2011 | Номінація | Crossover Star of the Year                   | Н/Д                         | Н/Д                                                                                              |
| 2011 | Перемога  | Fan Award — Wildest Sex Scene                | Body Heat                   | Кейден Кросс, Райлі Стіл, Кацуні, Рейвен Алексіс                                                 |
| 2012 | Номінація | Best Boy/Girl Sex Scene                      | Fighters                    | Скотт Нейлз                                                                                      |
| 2012 | Номінація | Best Group Sex Scene                         | Babysitters 2               | Райлі Стіл, Кейден Кросс, Стоя, Бібі Джонс, Мануель Феррара                                      |
| 2012 | Номінація | Best Group Sex Scene                         | Top Guns                    | Кейден Кросс, Райлі Стіл, Стоя, Селена Роуз & Томмі Ганн                                         |
| 2012 | Перемога  | Best Supporting Actress                      | Fighters                    | Н/Д                                                                                              |
| 2012 | Номінація | Best Three-Way Sex Scene (G/G/B)             | Assassins                   | Бібі Джонс, Мануель Феррара                                                                      |
| 2012 | Номінація | Crossover Star of the Year                   | Н/Д                         | Н/Д                                                                                              |
| 2012 | Номінація | Female Performer of the Year                 | Н/Д                         | Н/Д                                                                                              |
| 2012 | Номінація | Most Outrageous Sex Scene                    | Bad Girls 6                 | Томмі Ганн                                                                                       |
| 2012 | Номінація | Best Porn Star Website                       | JesseJane.com               | Н/Д                                                                                              |
| 2012 | Перемога  | Fan Award — Hottest Sex Scene                | Babysitters 2               | Райлі Стіл, Кейден Кросс, Стоя, Бібі Джонс, Мануель Феррара                                      |
| 2013 | Номінація | Best Group Sex Scene                         | Nurses 2                    | Райлі Стіл, Кейден Кросс, Селена Роуз, Мануель Феррара                                           |
| 2013 | Перемога  | Hall of Fame                                 | Н/Д                         | Н/Д                                                                                              |

### FAME Awards
| Рік  | Результат | Нагорода                | Робота        |
| ---- | --------- | ----------------------- | ------------- |
| 2006 | Номінація | Favorite Adult Actress  | Н/Д           |
| 2006 | Номінація | Hottest Body            | Н/Д           |
| 2006 | Номінація | Favorite Butt           | Н/Д           |
| 2007 | Номінація | Favorite Female Starlet | Н/Д           |
| 2007 | Перемога  | Hottest Body            | Н/Д           |
| 2008 | Номінація | Favorite Female Starlet | Н/Д           |
| 2008 | Номінація | Favorite Oral Starlet   | Н/Д           |
| 2008 | Номінація | Favorite Ass            | Н/Д           |
| 2008 | Перемога  | Hottest Body            | Н/Д           |
| 2009 | Номінація | Favorite Female Starlet | Н/Д           |
| 2009 | Номінація | Favorite Oral Starlet   | Н/Д           |
| 2009 | Номінація | Favorite Breasts        | Н/Д           |
| 2009 | Перемога  | Hottest Body            | Н/Д           |
| 2009 | Номінація | Favorite Star Website   | JesseJane.com |
| 2010 | Номінація | Favorite Female Starlet | Н/Д           |
| 2010 | Номінація | Favorite Oral Starlet   | Н/Д           |
| 2010 | Номінація | Favorite Breasts        | Н/Д           |
| 2010 | Номінація | Hottest Body            | Н/Д           |

### XBIZ Awards
| Рік  | Результат | Нагорода                                | Робота              | Номінація/перемога разом з                       |
| ---- | --------- | --------------------------------------- | ------------------- | ------------------------------------------------ |
| 2008 | Номінація | Female Performer of the Year            | Н/Д                 | Н/Д                                              |
| 2009 | Номінація | Female Performer of the Year            | Н/Д                 | Н/Д                                              |
| 2009 | Номінація | Crossover Star of the Year              | Н/Д                 | Н/Д                                              |
| 2010 | Номінація | Female Performer of the Year            | Н/Д                 | Н/Д                                              |
| 2011 | Номінація | Female Performer of the Year            | Н/Д                 | Н/Д                                              |
| 2011 | Номінація | Porn Star Site of the Year              | JesseJane.com       | Н/Д                                              |
| 2012 | Номінація | Female Performer of the Year            | Н/Д                 | Н/Д                                              |
| 2012 | Номінація | Crossover Star of the Year              | Н/Д                 | Н/Д                                              |
| 2012 | Номінація | Acting Performance of the Year — Female | Fighters            | Н/Д                                              |
| 2012 | Номінація | Porn Star Site of the Year              | JesseJane.com       | Н/Д                                              |
| 2013 | Номінація | Best Actress — Feature Movie            | Mothers & Daughters | Н/Д                                              |
| 2013 | Перемога  | Best Scene — All-Girl                   | Mothers & Daughters | Кейден Кросс, Райлі Стіл, Селена Роуз, Вікі Чейз |
| 2013 | Номінація | Performer Site of the Year              | JesseJane.com       | Н/Д                                              |

### XRCO Awards
| Рік  | Результат | Нагорода                        | Робота                      | Номінація/перемога разом з |
| ---- | --------- | ------------------------------- | --------------------------- | -------------------------- |
| 2004 | Номінація | New Starlet                     | Н/Д                         | Н/Д                        |
| 2006 | Номінація | Female Performer of the Year    | Н/Д                         | Н/Д                        |
| 2006 | Номінація | Mainstream Adult Media Favorite | Н/Д                         | Н/Д                        |
| 2007 | Номінація | Mainstream Adult Media Favorite | Н/Д                         | Н/Д                        |
| 2009 | Номінація | Single Performance — Actress    | Пірати II: Помста Стагнетті | Н/Д                        |
| 2009 | Номінація | Best On-Screen Chemistry        | Н/Д                         | Белладонна                 |
| 2009 | Номінація | Mainstream Adult Media Favorite | Н/Д                         | Н/Д                        |
| 2012 | Номінація | Mainstream Adult Media Favorite | Н/Д                         | Н/Д                        |
| 2012 | Перемога  | Hall of Fame                    | Н/Д                         | Н/Д                        |

### Інші
- 2003 Nightmoves Entertainment Awards — Best New Starlet (Editor's Choice)[44]
- 2004 Delta di Venere Award — Best American Actress[45]
- 2004 Venus Award — Best Actress USA[46]
- 2006 FOXE Award — Female Fan Favorite[47]
- 2006 Nightmoves Entertainment Awards — Best Actress (Editor's Choice)[48]
- 2006 Scandinavian Adult Awards — Best Selling International Star[49]
- 2007 Exotic Dancer Awards — Adult Movie Feature Entertainer of the Year[50]
- 2007 Venus Award — Best US Actress[51]
- 2008 Medien eLINE Award — Best US Actress[52]
- 2009 Hot d'Or Award — Best American Actress — Pirates II: Stagnetti's Revenge[53]
- 2012 Adultex Award — Best Performer — Australian Excellence Award[54]
- 2012 NightMoves Award — Best Female Performer (Fan's Choice)[55]

## Вибрана фільмографія
Джессі розпочала свою кар'єру в лютому 2003 року, з фільму «Busty Cops». Вона знялась у своїй першій лесбійській сцені 2005 року, у фільмі «Pirates». Вона з'явилася в приблизно двадцяти фільмах, серед яких:
- 2005 — Pirates
- 2007 — Babysitters
- 2008 — Pirates II: Stagnetti's Revenge
- 2008 — Cheerleaders
- 2010 — Body Heat
- 2010 — Babysitters 2
- 2011 — The Roommate